# Superveniens
Superveniens är inom filosofin en beteckning för ett hierarkiskt beroendeskap, vanligtvis mellan olika mängder av egenskaper. Begreppet har traditionellt använts för att beskriva relationer mellan egenskaper på ett sätt som inte implicerar ett starkt reduktivt förhållande. Likheten mellan egenskaper i ett supervenient förhållande ska inte heller missförstås som ett sammanträffande, enligt en vedertagen definition av begreppet supervenierar A på B om och endast om en egenskap hos A nödvändiggör en egenskap hos B. Egenskaperna i B kallas vanligtvis för basegenskaper (eller subvenienta egenskaper) och egenskaperna i A kallas för supervenienta. Till exempel är en växtcells egenskaper supervenienta på molekylers egenskaper, vilket inte behöver innebära att växtcellens egenskaper restlöst kan förklaras i termer av molekylens egenskaper.
Ett annat exempel på ett supervenient förhållande är det som vissa hävdar finns mellan ekonomiska och fysiska egenskaper. Många anser nämligen att om två världar vore exakt likadana fysiskt, så vore de också exakt likadana ekonomiskt. Detta innebär dock inte nödvändigtvis att ekonomi kan reduceras till fysik även om den beror på den. Av denna anledning kan man enligt vissa inte heller studera ekonomin med samma medel som man hade studerat fysiken.

## Historia
Superveniens är ett centralt begrepp inom den analytiska traditionen. Dess systematiska användning inom filosofin anses ha börjat under tidigt 1900-tal (även om begreppet använts med annan betydelse dessförinnan), främst i samband med metaetiska, estetiska och emergentistiska studier där filosofer som G.E. Moore utmärkt sig. Han hävdade bl.a. att någonting med intrinsikalt värde måste dela detta värde med allt som är fysiskt identiskt med det. Bland de första att använda termen superveniens i enlighet med sin nutida betydelse var dock filosofen R.M. Hare, och han använde det också för att karakterisera förhållandet mellan moraliska och naturliga egenskaper.
Donald Davidson blev på 1970-talet den förste att använda termen som ett fysikaliskt och icke-reduktionistiskt begrepp i medvetandefilosofiska sammanhang. På senare år har också Terry Horgan, David Kellogg Lewis och Jaegwon Kim kommit att formalisera begreppet ytterligare och har börjat applicera det på flera problemområden inom medvetandefilosofin. Detta har sedan dess gett upphov till flera frågor om hur olika formuleringar av den relaterar till varandra, hur en adekvat sådan ser ut givet olika filosofiska göranden och om den undviker eller nödvändiggör reduktionism.

## Varianter av superveniens

### Global och lokal superveniens
Man brukar vanligtvis skilja på global och lokal superveniens. Två objekt (x och y) supervenierar lokalt om endast de är supervenient oskiljaktiga, då är exempelvis mentala tillstånd supervenienta på fysiska tillstånd i hjärnan om det ena tillståndet nödvändiggör det andra.
Global superveniens, å andra sidan, är när exempelvis två världar (A och B) är supervenient oskiljaktiga om de är bas-oskiljaktiga, dvs. när deras respektive basegenskaper är desamma. Då är exempelvis psykologiska egenskaper globalt supervenienta på fysiska när två världar som är fysiskt identiska blir psykiskt identiska.
Fördelen med global superveniens är att man genom hänvisning och examinering av en massa vitt utspridda ting, snarare än enskilda, kan identifiera supervenienta egenskaper. Då beror exempelvis en tjugokronorssedel inte bara på sitt eget papper eller färgen den har, utan även på de övriga egenskaperna som finns i världen runtomkring.

### Stark och svag superveniens
Både lokal och global superveniens delas upp i stark och svag superveniens. Skillnaden består i stort sett i huruvida korrelationerna mellan basegenskaper och supervenienta egenskaper finns i ett visst antal världar enbart (svag global superveniens), eller alla möjliga världar (stark global superveniens).
Om psykologiska egenskaper supervenierar starkt regionalt måste två människor i två olika världar vara mentalt identiska om de är fysiskt identiska. Om psykologiska egenskaper bara supervenierar svagt regionalt på den fysiska världen kan ens motsvarigheter i andra världar vara mentalt olika från en själv, för då är korrelationen mellan bas och supervenienta egenskaper slutna och eventuellt olika i varje enskild värld.

## Exempel på supervenienta egenskaper

### Värdeegenskaper
Ett fysiskt objekts värdeegenskaper anses av vissa vara supervenient på dess fysiska egenskaper (se värdenaturalism).  I estetiken har det exempelvis hävdats att ett konstverks skönhetsvärde supervenierar på dess fysiska komposition (de specifika molekylerna som utgör målningen), den artistiska kompositionen, formens komposition eller duken som helhet. I etiken har det hävdats att godheten i en handling kanske supervenierar på de fysiska egenskaperna hos den agerande, hans mentala tillstånd och hans intentioner eller de externa sakförhållandena i sig (situationerna osv.).

### Mentala egenskaper
I medvetandefilosofin har många filosofer försökt visa att det mentala supervenierar på och emergerar ur det fysiska i hjärnan. Detta har bl.a. filosofen Donald Davidson hävdat. Det omvända, att medvetandet misslyckas med att superveniera på det fysiska och därmed inte emergerar ur det fysiska har argumenterats av flera filosofer, däribland David Chalmers och Jaegwon Kim.

## Superveniens och orsak/verkan
Supervenienta egenskaper är ofta sådana som man önskar tillskriva kausala krafter, och det gör grunden för den supervenienta relationen relevant för flera frågeställningar gällande det mänskliga medvetandet m.m.
Anta exempelvis att det mentala supervenierar på det fysiska, betänk sedan de stunder då ett minne ger upphov till en känsla av sorg. Om antagandet gäller innebär det att det fysiska "drar med sig" det mentala och att man fixar effekten via dess orsak. Då blir de mentala orsakerna för sorgen egentligen irrelevanta eftersom dessa bara supervenierar på fysiska tillstånd som i sig är tillräckliga för att ge upphov till effekten. Detta kan leda till flera slutsatser, bl.a. att den mentala effekten överdetermineras av fysiska och mentala orsaker, eller så kan det leda till en epifenomenalistisk syn på mentala egenskaper.
Andra problem uppkommer som en följd av en syn på supervenienta egenskaper som emergenta. En sådan syn gör det nämligen möjligt för vissa globala egenskaper som har med hela systemet att göra att influera regionala egenskaper och enskilda delar. En grupp agenter kan exempelvis interagera för att generera en ekonomi som i sin tur har egenskaper (priser exempelvis) som påverkar agenternas agerande. Detta ger upphov till en "loop" från global till regional superveniens som inte vore möjlig enligt en mereologisk syn på summan som en produkt av sina delar. Summan ses istället, p.g.a. den icke-linjära beskaffenheten av delarnas interaktion som något mer än dessa delar. Men i båda fallen fixar vi det subvienta (delarna) när vi fixar de supervenienta (summan). Problemet uppstår när det tycks vara en slags nedåtgående kausalitet där supervenienta egenskaper inskränker på subvienta sådana. Existensen av en "föredragen riktning" till relationen tycks gå förlorad i dylika fall.